# Un trésor dans votre maison
 (janvier 2013).
Si vous disposez d'ouvrages ou d'articles de référence ou si vous connaissez des sites web de qualité traitant du thème abordé ici, merci de compléter l'article en donnant les références utiles à sa vérifiabilité et en les liant à la section « Notes et références ».
Un trésor dans votre maison est une émission de télévision présentée par Jérôme Anthony et diffusée sur M6 jusqu'en 2015. Il est accompagné par Emmanuel Layan, commissaire-priseur, dès le lancement de l'émission le 18 septembre 2010. À partir du 9 janvier 2015, Elsa Gody rejoint l'équipe en tant que nouvelle commissaire-priseur.
L'émission est alors interrompue quelques années avant de revenir le 3 mai 2019 sur 6ter. Ce retour est marqué par le retrait d'Emmanuel Layan ainsi que l'arrivée d'un nouveau commissaire-priseur, Thomas Muller.

## Histoire
L'émission est produite par Mediafisher Productions (Cyril Chamalet) et Gtnco (Thierry Guillaume).
En 2012, elle réalise une moyenne de 12,5 % de parts d'audience et réunit chaque samedi plus de 2,4 millions de téléspectateurs.
Après une déprogrammation, l'émission reprend sa case horaire le 12 janvier 2013, à 18 h 40 à la place de l'émission D&CO.
Le 19 janvier 2013, un record est battu avec une estimation à 5 000 € pour une collection de cartes postales, s'étant finalement vendue pour 4 955 €. Un nouveau record est attribué le 13 avril 2013, avec un total de 16 800 €. Finalement, le montant total des ventes s'est élevé à la somme record de 19 438 €. En 2014, un miroir de Line Vautrin est adjugé pour la somme de 58 000 €.
Le 3 août 2015, M6 décide de déprogrammer l’émission en raison d'une audience jugée insuffisante sur la cible des ménagères. Elle est alors remplacée par la série En famille, qui occupera désormais la case de 18 h 40.
En décembre 2017, les producteurs de l'émission lancent une plateforme d'enchères et Web TV appelée Bidtween qui a disparu deux ans plus tard mais qui laissera place à deux nouvelles entités auctionlab.news et une plateforme de ventes The Auctionlab
Depuis le début du mois de novembre 2018, l'émission est rediffusée sur 6ter quotidiennement les matinées et la nuit. Elle marque finalement son retour, avec des numéros inédits, le 3 mai 2019. L'émission est alors diffusée chaque vendredi en prime, dès 21 h, sur 6ter.
En janvier 2020, l'émission est de retour pour une durée déterminée du lundi au vendredi tous les matins sur 6ter.

## Audiences
À la suite des bonnes audiences réalisées en access, M6 décide d'adapter le programme en prime. Jérôme Anthony et Emmanuel Layan ont traversé la France à la recherche d'objets en tous genres. À chaque visite, l'objet proposé par son propriétaire est estimé et doit, pour être admis à la vente, atteindre un minimum de 1 500 €. L'émission a attiré 2 200 000 téléspectateurs, soit 9,4 % de part de marché .

### Prime
| Date de diffusion | Audience (en téléspectateurs) | Audience (en part de marché) | Classement des audiences de la soirée | Références |
| ----------------- | ----------------------------- | ---------------------------- | ------------------------------------- | ---------- |
| 2 avril 2014      | 2 200 000                     | 9,4 %                        | 4e                                    | [ 4 ]      |